# Epidemiologia del suicidio
Il suicidio è la dodicesima causa di morte nel mondo;si stima che i decessi per suicidio annuali potrebbero salire ad 1,5 milioni entro il 2020: a livello mondiale si colloca fra le tre principali cause di morte per le persone di età compresa tra i 15-44 anni. I tentativi di suicidio sono fino a 20 volte più frequenti dei suicidi effettivi.
L'incidenza dei suicidio in una data società dipende da una serie di fattori, la depressione clinica è una delle cause particolarmente comuni, l'abuso di sostanze stupefacenti od una grave malattia fisica o infermità vengono riconosciute come ulteriori possibilità; i paesi dell'Europa orientale e dell'Asia orientale posseggono il più alto tasso di suicidi al mondo, mentre la regione con l'incidenza più bassa è l'America Latina.
La differenza di genere gioca un ruolo significativo: fra tutti i gruppi di età nella maggior parte del mondo, le femmine tendono a mostrare tassi più elevati di segnalazioni di comportamento suicidario non fatale, mentre i maschi hanno un tasso molto più elevato di tentativi portati a termine.

## Panoramica
Secondo la storica Régine Pernoud, con un solo caso documentato in mille anni, nel Medioevo il suicidio era praticamente sconosciuto.
Nel 1998 l'Organizzazione mondiale della sanità (OMS) ha classificato il suicidio come la dodicesima causa di morte a mondo: nella maggior parte dei paesi l'incidenza dei suicidi è superiore ai tentativi di omicidio. Una relazione del 2006 afferma che quasi un milione di persone si tolgono la vita ogni anno, più di quelli assassinati o uccisi in guerra; si calcola che avviene un suicidio in qualche parte del mondo ogni 40 secondi. Secondo l'Istituto Nazionale di salute mentale il contagio da suicidio è un problema serio, soprattutto per i giovani, potendo essere facilitato in adolescenti vulnerabili dall'esposizione a casi o tentativi reali di suicidio, tra cui la sua copertura mediatica, come la pubblicizzazione intensiva del suicidio di una celebrità.

Tasso di suicidi nel mondo ogni 100.000 abitanti per nazione.

| Posizione | Paese (anno a cui si riferiscono i dati) | Uomini | Donne | Totale (media M/F) |
| --------- | ---------------------------------------- | ------ | ----- | ------------------ |
| 1.        | Lituania(2005)                           | 68.1   | 12.9  | 38.6               |
| 2.        | Bielorussia(2003)                        | 63.3   | 10.3  | 35.1               |
| 3.        | Russia(2004)                             | 61.6   | 10.7  | 34.3               |
| 4.        | Kazakistan(2003)                         | 51.0   | 8.9   | 29.2               |
| 5.        | Slovenia(2003)                           | 45.0   | 12.0  | 28.1               |
| 6.        | Ungheria(2003)                           | 44.9   | 12.0  | 27.7               |
| 7.        | Lettonia(2004)                           | 42.9   | 8.5   | 24.3               |
| 8.        | Giappone(2004)                           | 35.6   | 12.8  | 24.0               |
| 9.        | Ucraina(2004)                            | 43.0   | 7.3   | 23.8               |
| 10.       | Sri Lanka(1996)                          | -      | -     | 21.6               |

## Per regione
I tassi di suicidio più alti d'Europa sono quelli riferiti ai Paesi baltici, dove circa 40 persone ogni 100.000 si uccidono annualmente; la seconda in linea d'incidenza è l'Africa subsahariana con 32 persone su 100.000 che muoiono per mano propria ogni anno, mentre i più bassi si trovano principalmente in America Latina e in alcuni paesi asiatici.
Ben 60.000 persone si suicidano ogni anno in Russia, circa 30.000 negli Stati Uniti e altri 30.000 in Giappone; vi sono infine 250.000 suicidi annuali nella Repubblica popolare cinese. Nei paesi occidentali gli uomini si uccidono quattro volte maggiormente rispetto alle donne, ma queste ultime hanno maggiori probabilità di tentare il suicidio rispetto agli uomini.
I paesi dell'ex blocco orientale e dell'Asia orientale hanno il più alto tasso di suicidi al mondo, mentre il sud-America ha quello più basso; la Cina è l'unico paese al mondo in cui il tasso suicidario da parte delle donne corrisponde a quello degli uomini, con le statistiche che mostrano addirittura un numero leggermente superiore di casi di sesso femminile.

### Europa
Nel 2006 la Francia ha avuto un tasso suicidario di 17,0 su 100.000 (nel 1996 era 19,0), piazzandosi così al 4º posto al mondo per incidenza, essendo causa di morte più frequente che quella provocata da incidenti: essa colpisce soprattutto i giovani (tra i quali è la 2° causa di decesso). In particolare gli adolescenti omosessuali o bisessuali hanno da 7 a 13 volte più probabilità di commettere suicidio rispetto ai loro coetanei eterosessuali; 1/4 dei giovani che hanno almeno una volta tentato di suicidarsi sono omosessuali.
Le donne hanno due volte più probabilità di tentare il suicidio rispetto agli uomini, ma questi ultimi riescono nel loro intento due volte di più delle donne. Il tasso di suicidi in Svezia, con una popolazione di 9 milioni di abitanti, è di 200 per milione; questo a fronte dei 304 per milione della Francia la quale ha 66 milioni di abitanti.
In Belgio vengono registrati 2.000 suicidi all'anno; in Europa, assieme a Francia, Finlandia e Danimarca, il paese si situa ben al di sopra della media mondiale che è stimata a 14,5 per 100.000. Nel 2009 in Svizzera sono stati 1105 (800 maschi e 300 femmine, una media di 3 al giorno) i suicidi registrati, con un tasso di 12,5 su 100mila; non includendo però in questo numero i 250 casi di suicidio assistito: questa è la causa maggiore di morte tra gli uomini dai 15 ai 44 anni.
Uno strano primato in Italia ha l'iripina, Avellino e la sua provincia, che vanta infatti un enorme numero di morti per suicidio, ad ogni età e per ogni fascia sociale, che ha portato ad interrogarsi sulle ragioni.

### Americhe
Al volgere del secolo, il tasso di suicidi in Quebec ha raggiunto un picco che è stato superato solamente da Russia, Lituania e Kazakistan; nel 2001 si son registrati 1334 casi (1055, pari al 79%, erano maschi), mentre il tasso suicidario tra i giovani si è piazzato tra i più alti al mondo (30,7 su 100.000): la situazione è peggiorata notevolmente a partire dalla metà degli anni Sessanta.
La popolazione più colpita è però quella costituita dai giovani aborigeni Inuit e Nunavik, con 211 suicidi ogni 100.000 abitanti. Alcuni sociologi hanno discusso sulle eventuali spiegazioni: migrazione verso le città, perdita d'influenza della religione, povertà e dipendenze fisiche e psicologiche come droghe, alcol e gioco d'azzardo; dati più recenti indicano da allora un calo nelle percentuali.
Il suicidio è l'11° causa di morte negli USA, ove se ne verifica uno ogni 18 minuti; nel 2005 il numero totale è stato di 32637, con un tasso di 10,8 ogni 100.000 (tra cui 4 volte più uomini che donne). Un numero molto alto di persone provenienti da altri stati scelgono di morire a New York: più del 10% dei suicidi che avvengono a Manhattan sono attuati da persone non residenti in città.

## Fattori demografici

### Sesso
Negli Stati Uniti i maschi hanno 4 volte più probabilità di morire per suicidio rispetto alle femmine, anche se più donne che uomini sono segnalate compiere tentativi di suicidio; il tasso maschile è più elevato rispetto a quello femminile in tutte le fasce di età e rappresenta l'8° causa di morte per i maschi e la 19° per le donne. La superiorità dei casi di mortalità maschile è evidente anche dai dati provenienti da paesi non occidentali.

### Etnia
Nel 2003 negli Stati Uniti i bianchi e gli asiatici hanno avuto 2,5 volte di probabilità in più di suicidarsi rispetto ai neri o ai mulatti; vi è poi una marcata divergenza per età, infine nei paesi asiatici e nel pacifico il numero di suicidi segnalati è in crescita ogni anno.

### Orientamento sessuale
Le probabilità di tentare il suicidio sono maggiori sia nei maschi omosessuali che nelle lesbiche, così come tra i bisessuali di entrambi i sessi, rispetto alle loro controparti eterosessuali. La tendenza d'aver un tasso d'incidenza più elevato tra i maschi anche in questo caso non fa eccezione, essendo i maschi omosessuali più propensi a tentare il suicidio in confronto alle lesbiche o bisessuali.
Gli studi possono variare, da un minimo di 0,8-1,1 volte più probabile nelle donne e di 1,5-2,2 nei maschi LGBT, ad un massimo di 4,6 e 14,6 più probabile rispettivamente per femmine e maschi.
Anche la razza e l'età giocano un fattore importante nell'aumento del rischio, con quozienti più elevati per i maschi sono attribuiti ai caucasici giovani; dall'età di 25 anni in poi il rischio scende a meno della metà mentre sale progressivamente quello riguardante i neri (fino all'8,6 in più): complessivamente sono 5,7% maggiori per i bianchi e 12,8 per i neri. Le femmine lesbiche e bisessuali hanno invece incidenze diametralmente opposte, con meno tentativi in gioventù rispetto alle eterosessuali e molto maggiore invece andando avanti con l'età: complessivamente le caucasiche all'1,1 in più e le nere 0,1-0,3 maggiore con le nere eterosessuali con un rischio leggermente più elevato con età e titolo di studio più alto.
I giovani gay e lesbiche che tentano il suicidio sono sproporzionatamente soggetti ad atteggiamenti anti-gay e dotati di capacità più deboli per affrontare discriminazione, isolamento e solitudine e sono stati più propensi a sperimentare il rifiuto da parte della famiglia rispetto a chi non lo tenta. Un ulteriore studio ha trovato che i giovani gay e bisessuali che tentano il suicidio sono quelli che hanno un ruolo di genere più femminile, che hanno adottato l'identità di genere più in giovane età e con maggiori probabilità rispetto ai loro coetanei di aver subito qualche abuso sessuale o altre situazioni legali.
Una ricerca ha riportato che il comportamento omosessuale senza la corrispettiva identità era significativamente predittivo di suicidio tra gli adolescenti norvegesi; in Danimarca il rischio di mortalità causato da suicidio riguardante uomini in convivenza registrata hanno mostrato un'incidenza quasi 8 volte maggiore per chi aveva avuto un precedente matrimonio eterosessuale e quasi il doppio in coloro che non si erano invece mai sposati.

### Fattori sociali
Livelli più elevati di coesione sociale e nazionale riducono i tassi di suicidio, con suicidi maggiori tra i pensionati, i disoccupati, i poveri, i divorziati, i senza figli, gli abitanti delle città, gli affetti da sindrome del nido vuoto e tra le altre persone che vivono da sole; i tassi suicidari aumentano anche durante i periodi d'incertezza economica (anche se la povertà in sé non è causa diretta, può contribuire al rischio di suicidio).

### Salute
La sindrome depressiva, sia quella unipolare che quella facente parte dei disturbo bipolare, è una causa particolarmente comune; anche l'abuso di sostanze o una grave malattia fisica od infermità vengono riconosciute come esser cause.

### Stagione
L'idea che il suicidio sia più frequente durante le vacanze invernali, questo nell'emisfero nord del pianeta, è in realtà un mito, generalmente rafforzato dalla copertura mediatica che associa il suicidio con la stagione delle vacanze: il National Center for Health Statistics (NCHS) ha constatato in realtà un calo nei suicidi commessi proprio durante i mesi invernali, con un picco invece durante la primavera e all'inizio dell'estate. Considerando che esiste uno stato di correlazione tra la stagione invernale e i più alti tassi di depressione,non vi sono teorie che ciò potrebbe esser collegato. Infine il suicidio è correlato ad altri fattori stagionali.

### Tendenze e trends storici
I dati storici mostrano tassi di suicidio più bassi durante i periodi di guerra.